# Astyochia signata
Astyochia signata là một loài bướm đêm trong họ Geometridae.